# Poetas cíclicos
Poetas cíclicos é um termo pequeno para os primeiros poetas épicos gregos, contemporâneos aproximados de Homero. Não se sabe mais sobre esses poetas do que se conhece sobre Homero,  mas estudiosos modernos consideram  como tendo composto por via oral, assim como Homero. No período clássico, os primeiros poemas épicos foram atribuídas a esses autores, como Ilíada e Odisseia de Homero. Em conjunto com Homero, cuja Ilíada cobre apenas 50 dias da guerra, eles cobrem o completo "ciclo" de guerra, daí o nome. Grande parte dos estudiosos modernos colocam Homero no século VIII a.C.. Os outros poetas listados abaixo parecem ter vivido nos séculos VII a V a.C. Excluindo Homero, nenhuma das obras dos poetas cíclicos sobreviveu.

## Lista de poetas conhecidos
- Ágias de Trezem
- Antímaco de Teos
- Arctino de Mileto
- Carcino de Naupacto
- Cinetão de Esparta
- Cíprias de Halicarnasso
- Creofilo de Samos
- Diodoro de Eritras
- Estasino de Chipre
- Eugamão de Cirene
- Eumelo de Corinto
- Hegésias de Salamina (ou Hegesino)
- Homero
- Lesques de Pirra
- Paniassis de Halicarnasso
- Pisandro de Camiro
- Pisínoo de Lindo
- Pródico de Foceia